# ГЕС Броммат 1, 2
ГЕС Броммат 1, 2 (фр. Brommat) — гідроелектростанція у центральній Франції. Входить до каскаду на річці Трюйєр (права притока Лоту, який, своєю чергою, є правою притокою Гаронни), що дренує південну сторону основної частини Центрального масиву. Знаходиться між ГЕС Сарранс (вище по течії) та Couesque.
Для накопичення ресурсу на Трюйєр звели аркову бетонну греблю Лабарт висотою 60 метрів, довжиною 133 метри та товщиною від 3 до 8,2 метра. Вона утримує водосховище об'ємом 8 млн м3, від якого до розташованого нижче по долині річки підземного машинного залу через гірський масив правобережжя веде дериваційний тунель, що створює напір у 260 метрів.
Першу чергу електростанції, введеної в експлуатацію у 1932 році, обладнали шістьма турбінами типу Френсіс потужністю по 30 МВт. В 1974 році спорудили другий машинний зал з однією турбіною того ж типу потужністю 225 МВт. У сукупності це забезпечує річну виробітку на рівні 635 млн кВт·год.